# Greenockite
La greenockite est une espèce minérale composée de sulfure de cadmium β à structure cristalline hexagonale de formule CdS. Il s'agit d'un minéral rare, assez dense et dur, mais fragile, véritable pigment minéral dont la teinte peut varier du jaune à l'orange, parfois au rouge brique et au brun, qui se forme en surface, par altération des blendes ou autres minéraux riches en cadmium, ou dans les gisements profonds où pénètre l'eau.

## Historique de la description, géotype et appellations
L'espèce minérale a été analysée et dénommée en l'honneur de Lord Greenock par Henry-James Brooke et Arthur Connell (en) en 1840. Ces géologues et minéralogistes participent alors au programme de reconnaissance du tracé de la Ligne de chemin de fer Glasgow, Paisley et Greenock (en), impliquant le creusement d'un tunnel à Bishopton. 
Cette étude a été effectuée sous l'autorité de Lord Greenock, officier de l'armée britannique, administrateur et géologue, futur comte ou Earl Charles Murray Cathcart (1783-1859) et à partir d'échantillons signalés et/ou trouvés dans les propriétés écossaises de sa famille. La dédicace logique à Lord Greenock, héritier d'une famille comtale, s'explique car ce savant militaire en poste au Canada, géologue reconnu par ses pairs par deux essais maîtrisés sur les roches ignées du secteur d'Édimbourg et sur les couches charbonneuses des Lowlands, avait déjà signalé ce corps minéral inédit à Greenock, près de  dans le comté de Renfrew.  
Le géotype est la région de Greenock et de Renfrew, par exemple le tunnel de Bishopton, dans la région de Strathclyde, en Écosse.
Par son habitus ou sa structure minéralogique, elle peut se nommer "ocre de cadmium" ou "ocre cadmié", "blende de cadmium" ou "blende (hexagonale) cadmié", parfois "wurtzite cadmié".

## Cristallographie et cristallochimie

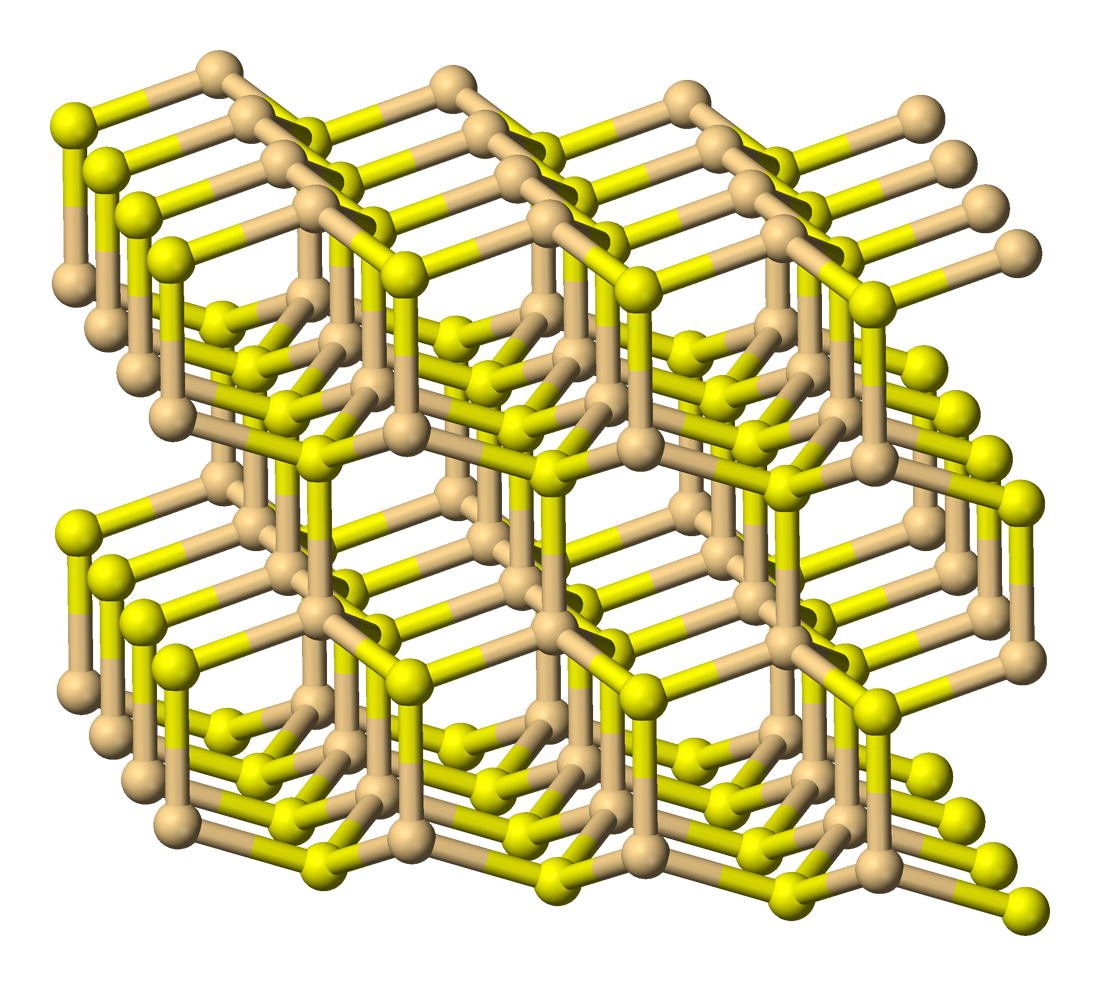
Structure cristalline hexagonale de la greenockite

L'habitus technique ou faciès minéralogique le plus fréquent est l'incrustation, l'encroûtement, l'enduit sur support rocheux, souvent à base de roches mères ou minéraux matriciels, à la fois sous forme pulvérulente, parfois quasi-colloïdale et en petits cristaux hexagonaux ou agrégats cristallins.
Il existe en pratique de rares cristaux pyramidaux ou à faciès pyramidal ou plus rarement hexagonal, de taille millimétrique et à clivages assez nets. Ce sont des cristaux pyramidaux à apex simples, parfois aussi des cristaux prismatiques hexagonaux hémimorphes et tabulaires, encore plus rarement en macles géminées, triples ou quadruples. Les cristaux les plus allongés sont souvent striés. 
La maille de son système cristallin est hexagonale compacte. La structure est celle de la wurtzite ou "blende hexagonale". La structure cristalline hexagonale s'explique par des empilements hexagonaux compacts interpénétrés de cations cadmium et d'anions soufre.

### Classification
Dans la classification de Strunz, la greenockite décrit par 02.CB.45 figure à la seconde place d'un groupe de quatre minéraux de même symétrie cristalline (P 63mc 6mm) qui compte également la cadmosélite CdSe, la rambergite MnS et la wurtzite (Zn,Fe)S. Il est aussi possible d'y inclure la buseckite (Fe,Zn,Mn)S. 
La classification de Dana fait entrer la greenhokite à la seconde place du groupe de la wurtzite, qui ordonne les mêmes quatre minéraux mais de façon différente.

### Polymorphisme de CdS
Un dimorphe du corps minéral greenockite est la hawleyite ou CdS cubique et jaune brillante. La plupart des formes pulvérulentes jaunes brillantes, autrefois attribuées à la greenhockite, sont en réalité composées exclusivement par ce minéral du "groupe de la sphalérite". Il faut aussi signaler que certains revêtements sont à base de CdS amorphe, qui porte le nom minéral de xanthochroïte.

## Propriétés physiques et chimiques
La grenockite est un pigment naturel difficilement fusible. Sous l'effet d'un chauffage vif, ou faiblement progressif et prolongé, la poudre prend une teinte rouge. Après refroidissement, poudres fines et microcristaux gardent une teinte brunâtre.
CdS est soluble dans l'acide chlorhydrique concentré. Il se dégage du gaz sulfure d'hydrogène suivant la réaction.
CdS poudre solide ou cristaux jaune-orangé + 2 HCl acide concentré aqueux → H2S gaz hygrogène sulfuré + CdCl2 aqueux (sel ionique soluble)
Ce minéral ne montre ni fluorescence ni magnétisme.
Mais, riche en zinc, la "greenockite zincifère" est très fluorescente dans le rouge-orangé.

### Critères d'identification
L'analyse chimique et la Cristallographie aux rayons X sont déterminants, avec l'indice des formes cristallines (cristaux observables) et des clivages, des associations minérales.

#### Toxicologie
La toxicité peut corréler à celle de l'élément cadmium. Il faut toujours se laver les mains après la manipulation d'échantillons, et surtout, éviter d'inhaler les poussières. Ne jamais laisser lécher et ingérer par un manipulateur inconscient les reliquats.

## Gîtes et gisements
La greenockite apparaît parfois dans les cavités des roches basaltiques ou de trapps et dans les veines de minerais. Sous un aspect jaune, jaune orangé et souvent brillant, elle apparaît comme une matière pulvérulente, ou en petits cristaux, voire en grains sur les encroûtements mamillaires de la smithsonite.
Il s'agit d'un produit d'altération aqueuse de minéraux à base de cadmium. En dehors de son observation au sein des roches mafiques déjà cités, il est aussi un minéral de veines hydrothermales de moyennes et hautes températures, piégés par exemple dans des géodes avec la smithsonite, la sphalérite, la prehnite, les zéolithes, la calcite, le quartz à basses températures, et avec la cassitérite, la tétrahédrite, la herzenbergite, la chalcopyrite encore à hautes températures... 

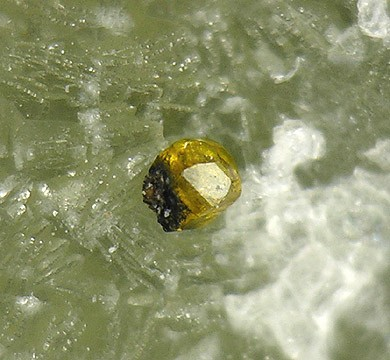
Greenockite sur prehnite (échantillon centimétrique avec face chalcopyrite), sommet de la carrière Houdaille, Springfield, Comté Union, New Jersey.

Les cristaux associés à la sphalérite sont le plus souvent observés dans ces cavités de basaltes, par exemple à Bishopton, Renfrew et Wanlockhead en Écosse, dans les mines de Pulacyao et Potosi en Bolivie. Dans le comté de Renfrew, de minuscules cristaux sont disséminés dans les filons de prehnite, de natrolite et de calcite, mais il n'est pas exclu que les collecteurs attentifs dénichent des cristaux quasi-centimétriques.
En France, il existe de beaux échantillons de greenockite sur blende ou calcite, extraits des mines de Pierrefite, près Argelès-Gazos, dans les Hautes-Pyrénées ou dans les concrétions thermales d'Eaux-Bonnes, dans les Pyrénées-Atlantiques.  
Les astronautes lunaires ont ramené des échantillons minéraux de la Mare Fecunditatis.

### Gîtologie et minéraux associés
Minéraux associés : calcite, pyrite, quartz, prehnite, wewelite, smithsonite, sphalérite, blendes et autres minéraux de zinc cadmiés, zéolithes, autres sulfures...

### Gisements abondants ou caractéristiques

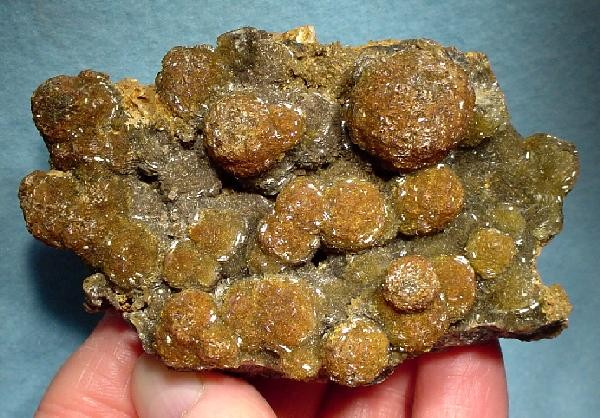
Greenockite jaune-orange ou bronzée couvrant partiellement une smithsonite botryoïdale, Mine Gobbler, champ minier de Joplin Field, comté Jasper, état du Missouri.

- Afrique du Sud
- Allemagne
- Australie

Concession Hodgkinson, sources chaudes Paranala, plateau Mawson, Arkaroola, nord de la chaîne montagneuse des monts Flinders
- Autriche
- Belgique
- Bolivie

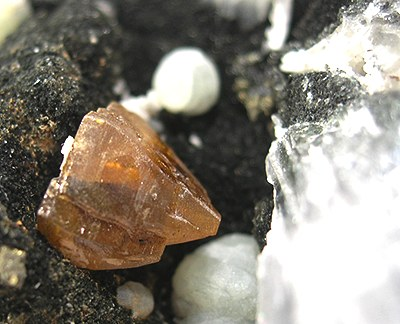
Cristal maclé de greenockite millimétrique bien visible environné de calcite, prehnite, laumontite... échantillon de la carrière d'andésite de Kreimbach-Kaulbach, Wolfstein, Rhénanie-Palatinat, Allemagne.

Mine d'argent et d'étain, au nord de Saint-Vincent, dans la région du Potosi,
Llallagua
- Brésil
- Bulgarie

mines du district minier de Madjarovo, Monts Rhodopes
- Canada

zone minière du Lac Bitobi, Gracefield, La Vallée-de-la-Gatineau, Outaouais, Québec
Mine d'argent de la compagnie Silver Standard, Colombie-Britannique

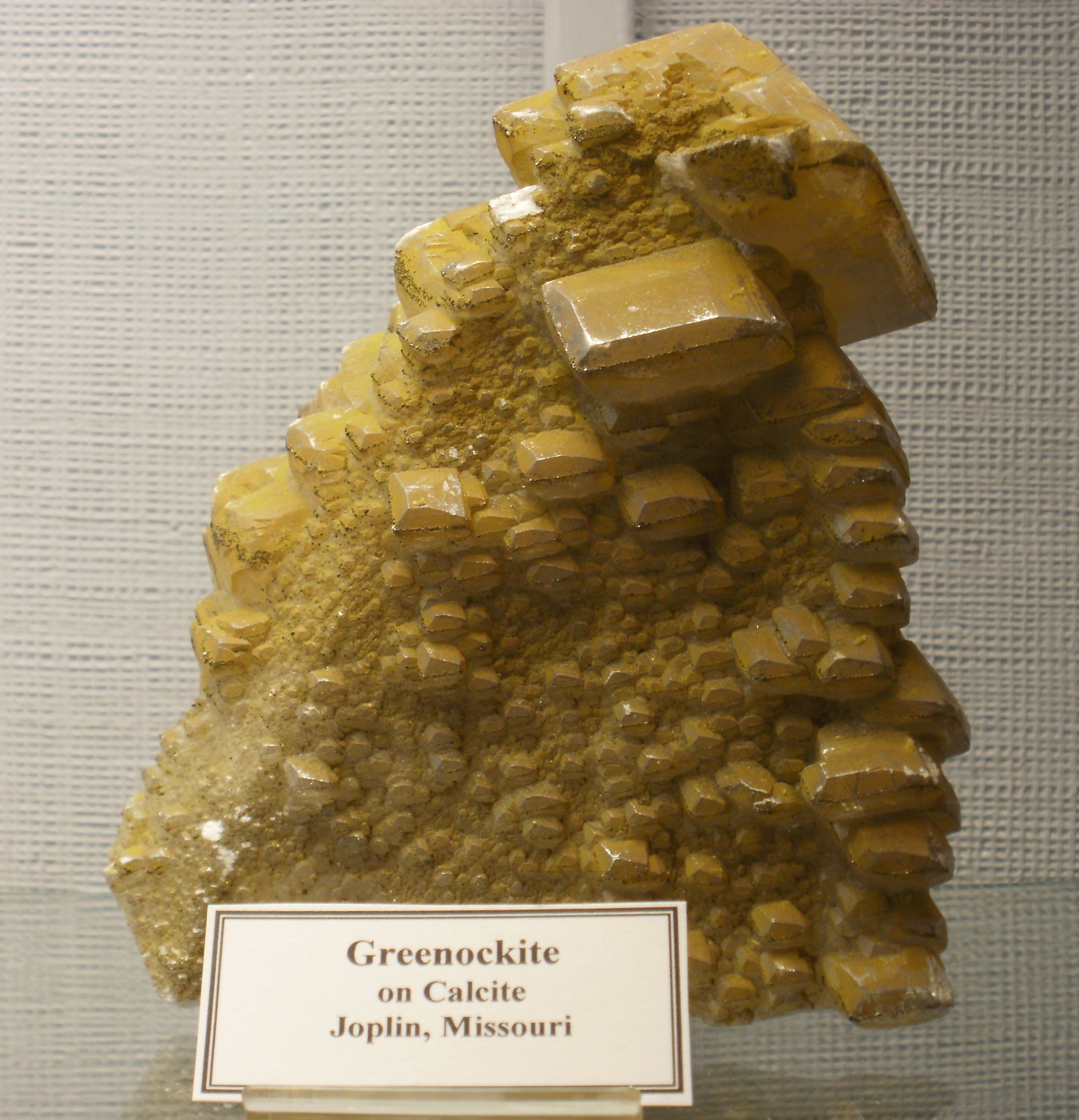
Greenockite sur calcite, échantillon de Joplin, Missouri. exposé au musée minéralogique A. E. Seaman.

- Chili
- Chine
- États-Unis

Mine de la colline Sterling, Franklin, commune d'Ogdensburg, comté Sussex, New-Jersey
Rush Creek, comté Marion, Arkansas (encroûtement jaune brillant ou grains épars dans la smithsonite)
Joplin, comté Jasper, Missouri (enduit sur blende)
Friedensville, comté Lehigh, Pennsylvanie
Carrière d'Arlington, Comté Loudon, Virginie (cristaux)
- Espagne
- Finlande
- France

carrière et mine de Sentein, Ariège
mines de La Minette, Saint-Julien-de-Valgagues, près Alès, ou mine de Baugis à Saint-Bresson, mines de Saint-Laurent-le-Minier, département du Gard
Mine de Pierrefite, près Argelès-Gazost, Hautes-Pyrénées (greenockite sur blende ou calcite)
Trois Chemins, Meyrueis, et Les Moulins, Saint-Sauveur, Lozère
Eaux-Bonnes, Pyrénées atlantiques (greenockite sur blende ou calcite)
carrière de la Meilleraie (exploitation de trapp), Raon L'Étape, Vosges
calcaires gryphées de Saint-André-en-Terre-Pleine, près d'Avallon, Yonne (rognons de galène et de blende)
- Grèce

Mines du Laurium
- Hongrie
- Irlande
- Italie

Gorno ou Oneta, vallée du Riso, Lombardie (encroûtement jaune brillant ou grains épars dans la smithsonite)
enduits ou encroûtements jaunes des stalactites de smithsonite, grottes de Masua, Sardaigne
- Japon
- Mexique
- Namibie
- Norvège
- Nouvelle-Zélande
- Pérou
- Pologne
- Royaume-Uni

localités de Bishopton (parfois gros cristaux sur la prehnite), Renfrew et Wanlockhead, Écosse
- Russie

dépôts miniers de Kti-Teberda, Caucase du Nord
- Slovaquie
- Slovénie
- Suède
- Suisse
- Tchéquie

Prĭbam (enduit sur blende)
- Ukraine
- Vietnam

Than-Moï, Tokin (greenockite avec smithsonite épigénisant sur la blende)
- Zaïre

## Utilisations
La greenockite est un minerai rare de cadmium. Pur, il possède au maximum une haute teneur de cadmium soit 77.81 % en cadmium pour 22.19 % en S et  peut être à défaut une ressource de cadmium, mais les procédés rentables actuels ne privilégient nullement son extraction.
En tant que pigment naturel, il n'est en pratique pas utilisé car les jaunes de cadmium amorphes sont préparés de manière industrielle et artificielle. 

## Autres liens